# Serëža (fiume)
La Serëža (in russo Серёжа?) è un fiume della Russia europea (Oblast' di Nižnij Novgorod), affluente di destra della Tëša.

## Descrizione
La sorgente del fiume si trova nel distretto Perevozskij, vicino al villaggio di Pavlovka, 18 km a nord-ovest della città di Perevoz. Attraversa i distretti Perevozskij, Dal'nekonstantinovskij, Vadskij, Arzamasskij, Sosnovskij, Vačskij e Navašinskij. La direzione generale della corrente è verso ovest. Il canale è prevalentemente sabbioso, la corrente è veloce. Le sponde sono alte, boscose, in alcuni luoghi prative. Nel corso medio (sul territorio della regione di Arzamas), il fiume scorre attraverso il sistema di laghi carsici di Pustynsk, che formano un vero e proprio labirinto d'acqua. Sulle rive della Serëža non ci sono città e grandi industrie, il che determina una situazione ecologica favorevole nel bacino idrografico.
Sfocia nella Tëša a 44 km dalla foce, a valle del villaggio di Natal'ino. La larghezza del fiume alla foce è di circa 25 metri. Il fiume ha una lunghezza di 196 km, l'area del suo bacino è di 2 730 km².